# 维托雷·卡尔帕乔
维托雷·卡尔帕乔（義大利語：Vittore Carpaccio，發音：[vitˈtoːre karˈpattʃo]；约1465 – 1525/1526)是一位意大利威尼斯画派的画家，在真蒂莱·贝利尼手下学习。他以九幅系列画作《圣乌苏拉的传说》而闻名。他的风格有些保守，几乎没有受到文艺复兴人文主义趋势的影响，在他有生之年，这种趋势改变了意大利文艺复兴绘画。他的画风受到安托内罗·达·梅西那和早期尼德兰绘画的影响。出于这个原因，也因为他最好的作品大多留在威尼斯，与威尼斯其他同代画家，如乔瓦尼·贝利尼或乔尔乔内相比，他的艺术相对受到忽视。

## 生平

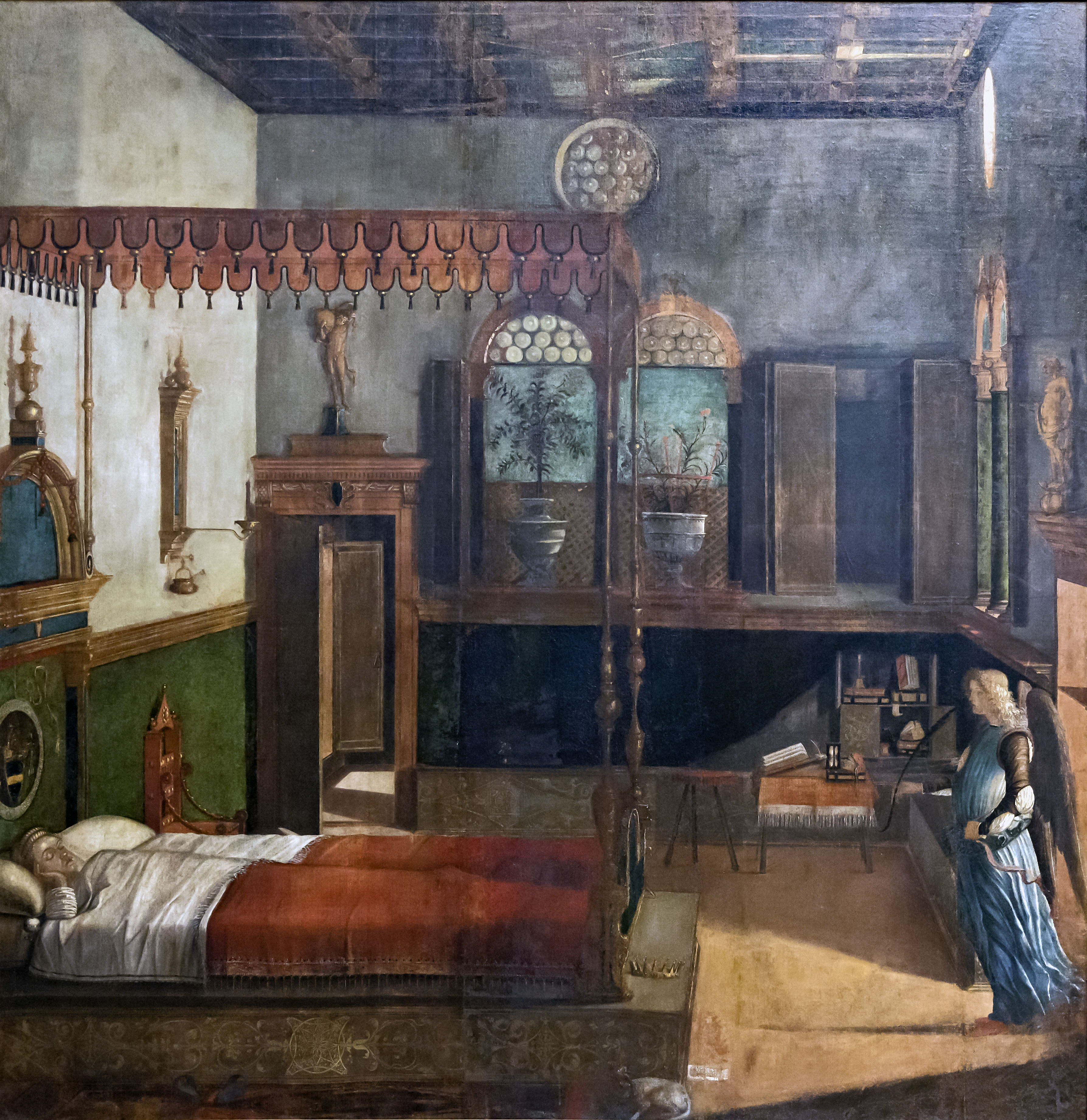
《圣乌苏拉的梦》, 1495; 学院美术馆，威尼斯

卡尔帕乔出生在威尼斯，是皮革商人皮耶罗·斯卡帕扎的儿子。其家族最初来自托尔切洛教区的马佐尔博岛，至少可以追溯到13世纪，其成员分散在整个威尼斯。他的出生日期不太确定：他的主要作品完成于1490年至1519年间，所以将他列为威尼斯早期文艺复兴的大师，他于1472年被叔叔伊拉里奥修士首次记载。 进入威尼斯的人文主义圈子时，他把姓改成了卡尔帕乔。他是拉扎罗·巴斯蒂亚尼的一名学生，后者与乔瓦尼·贝利尼和维瓦里尼一样，是威尼斯一个大型工作室的负责人。

## 作品

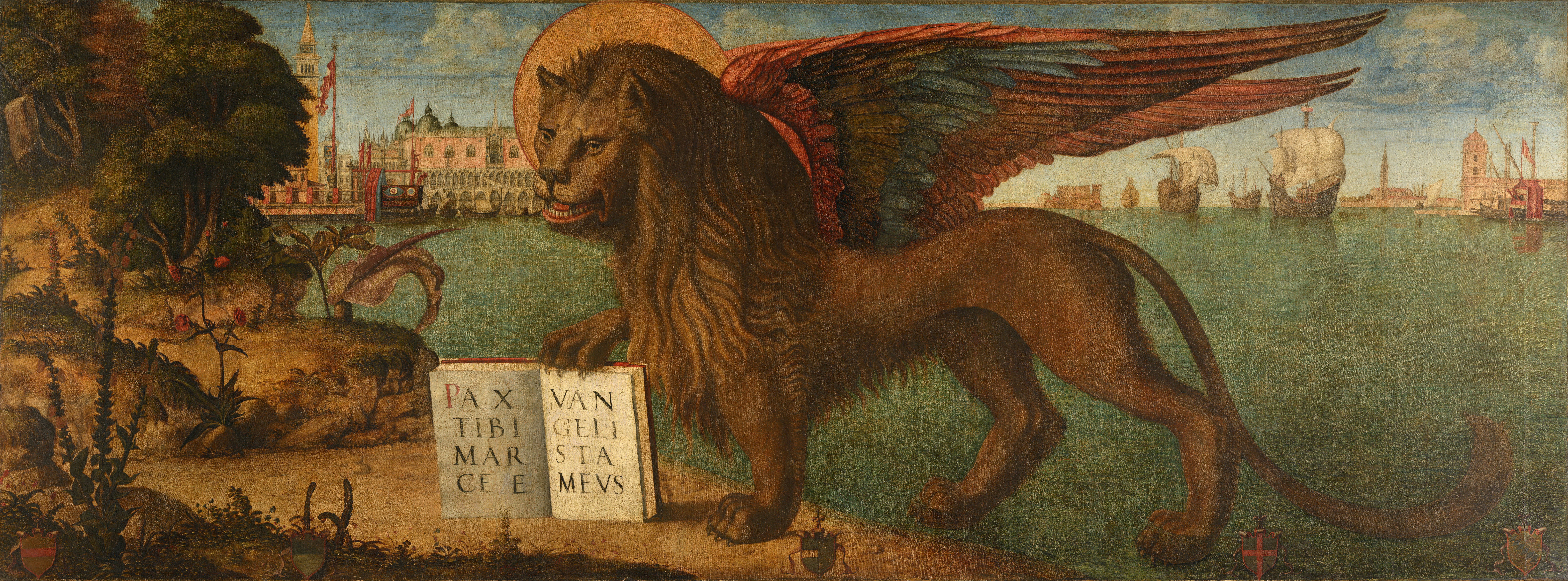
winged lion of Mark the Evangelist in 总督宫 (威尼斯)

卡尔帕乔最早已知的独创作品是Salvator Mundi in the Collezione Contini Bonacossi and a Pietà现在在彼提宫。这些作品清楚地显示出安托内罗·达·梅西那和乔瓦尼·贝利尼的影响 – 特别是在光线和色彩的使用方面 – 以及费拉拉和弗利画派的影响。"萨尔瓦托蒙迪"在科勒齐内孔博纳科西和'皮特'。
1490年，卡尔帕乔开始著名的《圣乌苏拉的传说》，为威尼斯供奉这位圣人的会堂。这些作品，现在在学院美术馆，其主题取材于雅各·德·佛拉金的《黄金传说》。1491年，他完成了《圣乌苏拉的荣耀》祭坛画。事实上，卡尔帕乔的许多主要作品都是这种类型：为慈善和社会机构威尼斯会堂的大厅绘制大型可拆卸的壁画。三年后，他参加了圣若望大会堂（Scuola Grande di San Giovanni Evangelista）的装饰，画了《里亚托桥十字架圣髑的奇迹》。

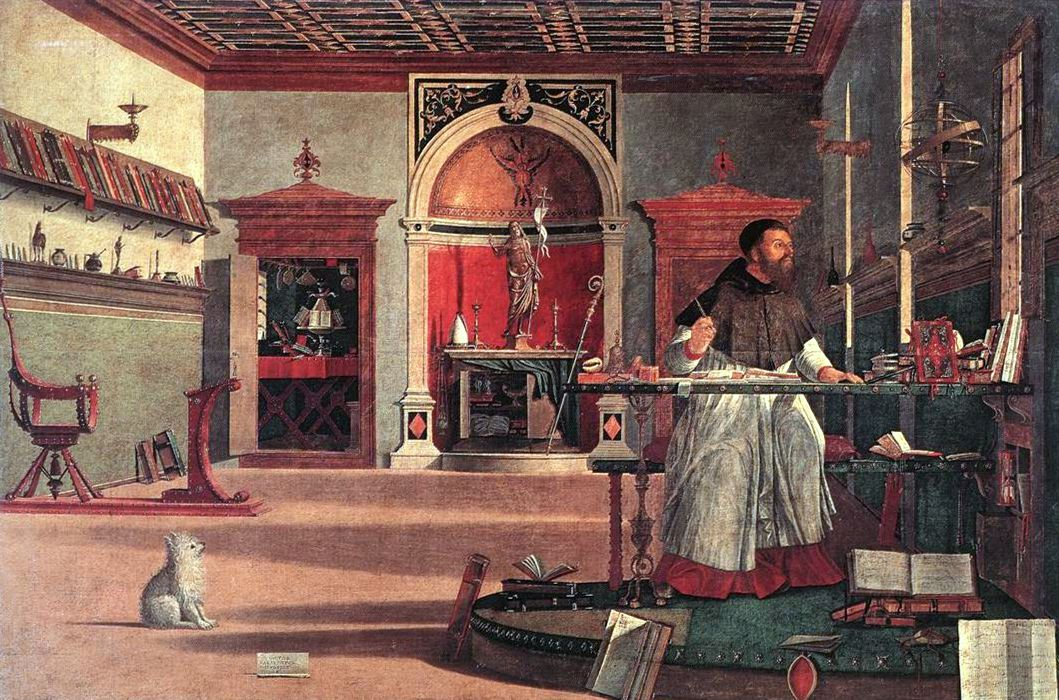
《圣奥斯定研经》

在十六世纪开始的十年里，卡尔帕乔开始创作这些作品，使他获得当时最重要的东方主义画家的声誉。从1502年到1507年，卡尔帕乔创作另一组著名的系列壁画，在斯拉夫的圣乔治会堂（Scuola di San Giorgio degli Schiavoni），服务于威尼斯的斯拉夫人移民。与《圣乌苏拉》系列中的略显过时的连续叙事序列不同，其中主要人物在每幅画中多次出现：“斯拉夫”系列中的每一部作品都集中关注达尔马提亚三位主保圣人的生平: 圣叶理诺、圣乔治和圣特肋弗。这些作品被认为是“东方主义”，因为它们提供了对黎凡特新迷恋的证据：明显中东的景观作为宗教场景的背景，在画像中扮演着越来越重要的角色。此外，一些场景直接涉及跨文化问题，如翻译和改宗。

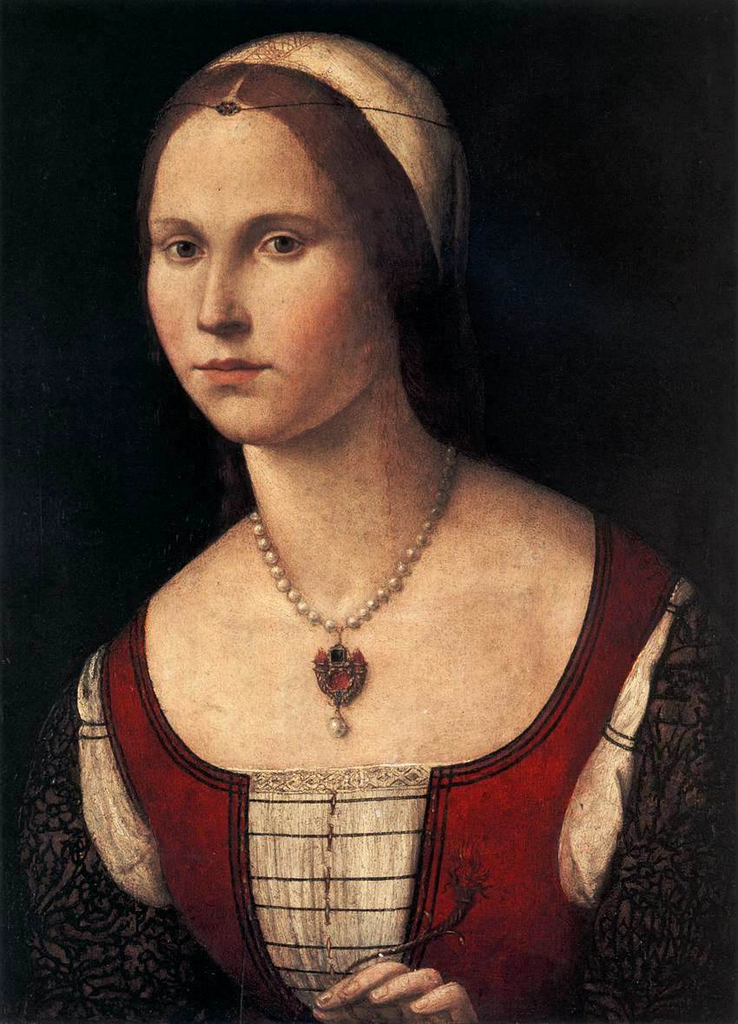
《女子肖像》(1510)

例如，圣叶理诺在4世纪将希腊语《圣经》翻译成拉丁语，称为武加大译本。然后，圣乔治的故事谈到皈依和基督教至高无上的主题。
根据《黄金传说》，基督教骑士乔治，拯救一个被献给龙作祭物的利比亚公主。乔治担心她的异教徒家庭会做这样的事，把龙带回她的城镇，强迫他们接受洗礼。圣乔治的故事在文艺复兴时期非常受欢迎，许多画家都描绘骑士和龙之间的对抗。因此，对这一事件的描述已有了悠久的历史，但不太常见的是他演绎的洗礼时刻。虽然在圣乔治画像的历史中不寻常的，但是《塞伦特人的洗礼》却是当时东方题材在威尼斯流行的一个很好的例子：极其关注外国服装，帽子, 特别显著地表示异国情调。《塞伦特人的洗礼》中描绘一位最近的皈依者为了领圣体，炫耀地把他他精心设计的、镶嵌宝石、红白相间的头巾放在地上。
福蒂尼·布朗认为，这种对异国情调的东方题材兴趣的增加，是威尼斯和奥斯曼帝国关系恶化的结果：“随着它变得更有威胁，它也更使人痴迷。” 他的威尼斯原阿尔巴尼亚会堂的立面浮雕反映了这种兴趣，因为它纪念了1474年和1478年两次围攻斯库台，后者由苏丹穆罕默德二世亲自指挥。
与此同时，在1501–1507年，他在总督宫工作，与乔瓦尼·贝利尼一起，装饰议事大厅。像许多其他主要作品一样，这个系列也在1577年的灾难性火灾中完全消失。

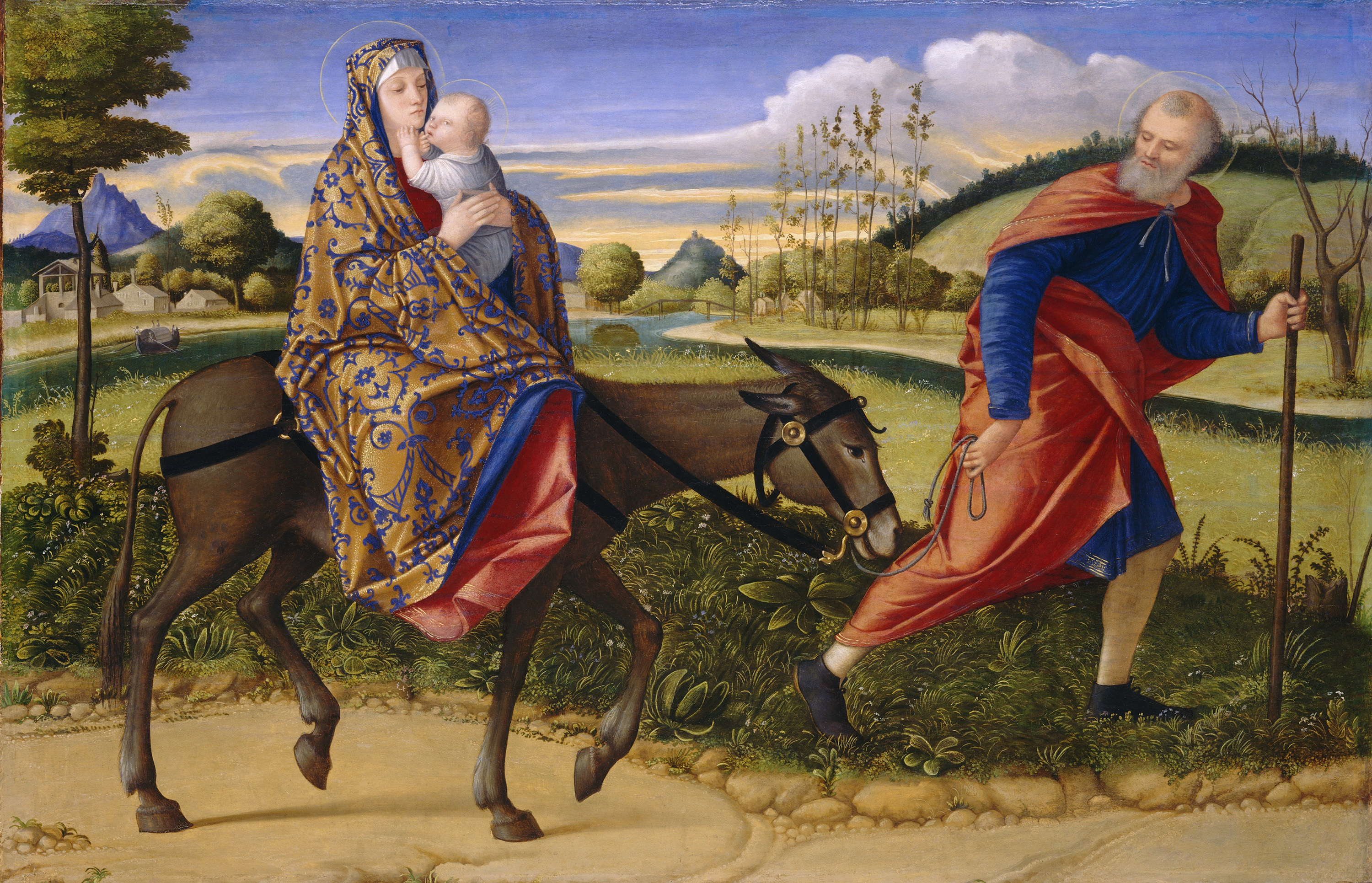
《逃往埃及》(1500)

1504–1508年为阿尔巴尼亚会堂（Scuola degli Albanesi）创作的“圣母生平”系列，主要由助手动手，现在分别在贝加莫的卡拉拉学院、米兰的布雷拉画廊，以及威尼斯的黄金宫。
在后来的岁月里，卡尔帕乔似乎受到了齐马·达·科内利亚诺（Cima da Conegliano）的影响，1508年在费拉拉的《圣母之死》就证明了这一点。1510年，卡尔帕乔创作了《哀悼基督》和The Meditation on the Passion, 其中可以发现 在安德烈亚·曼特尼亚的这类作品中的苦涩悲伤的感觉，并广泛运用寓言象征主义。同年画的《风景中的青年骑士》，现在在马德里的提森-博内米萨博物馆。
1516年，他在当时的威尼斯小镇卡波迪斯特拉 (今斯洛文尼亚科佩尔)画了一幅《神圣对话》（Sacra Conversatione），挂在圣母圣天主教座堂.卡尔帕乔在卡波迪斯特拉又创作了几部作品，他在那里度过了他生命的最后几年，然后去世。
在1511年至1520年间，他为圣斯德望会堂（Scuola di Santo Stefano）完成了五幅画作“斯德望的生平”。卡尔帕乔的后期作品大多在威尼斯大陆地区完成，与他的儿子贝内代托和皮耶罗合作。他的一个学生是马尔科·马齐亚莱。

维托雷·卡尔帕乔
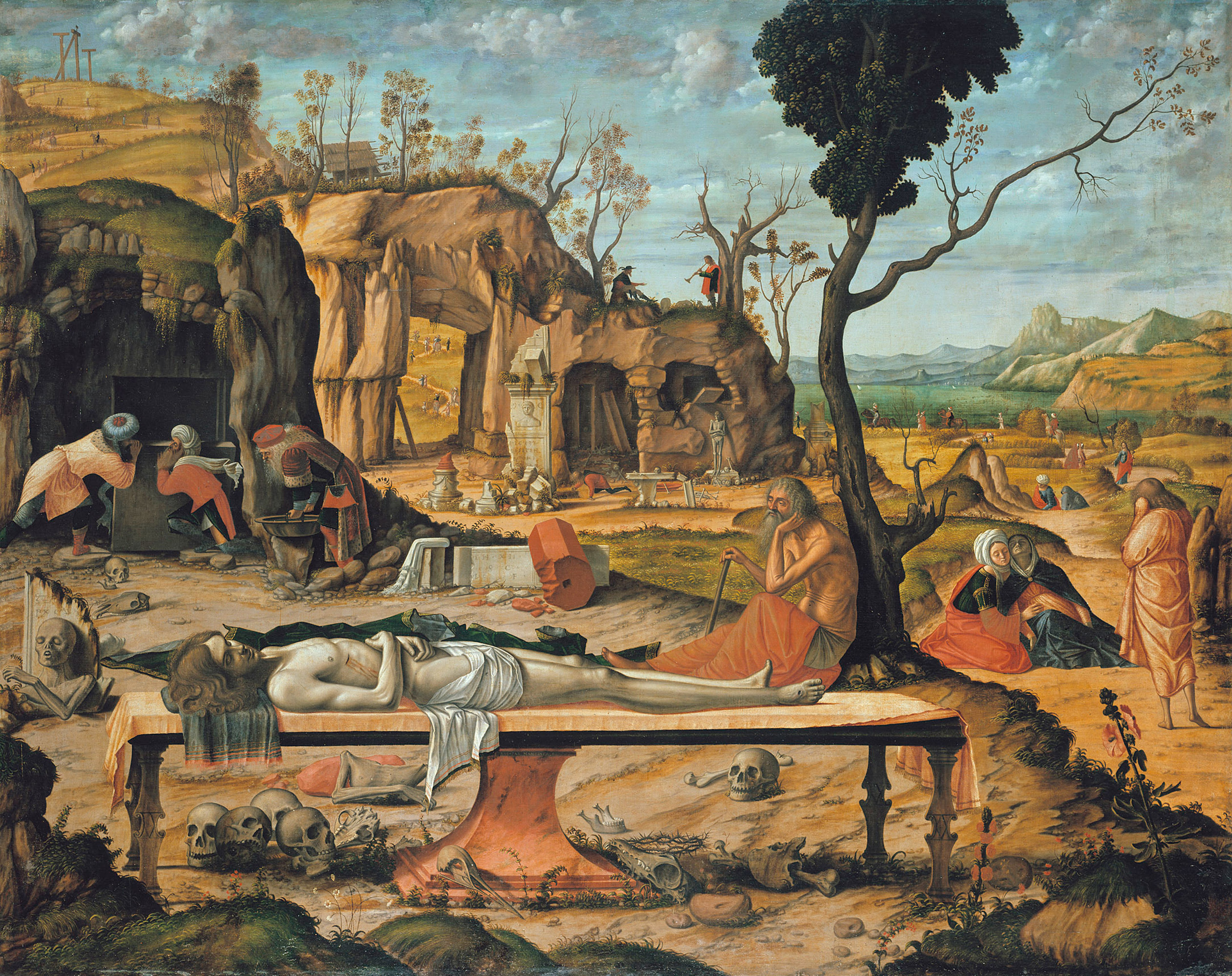
《预备基督的坟墓》 (1505), 柏林国立博物馆, 柏林
《圣母读书》 (1505-1510), 国家美术馆, 华盛顿
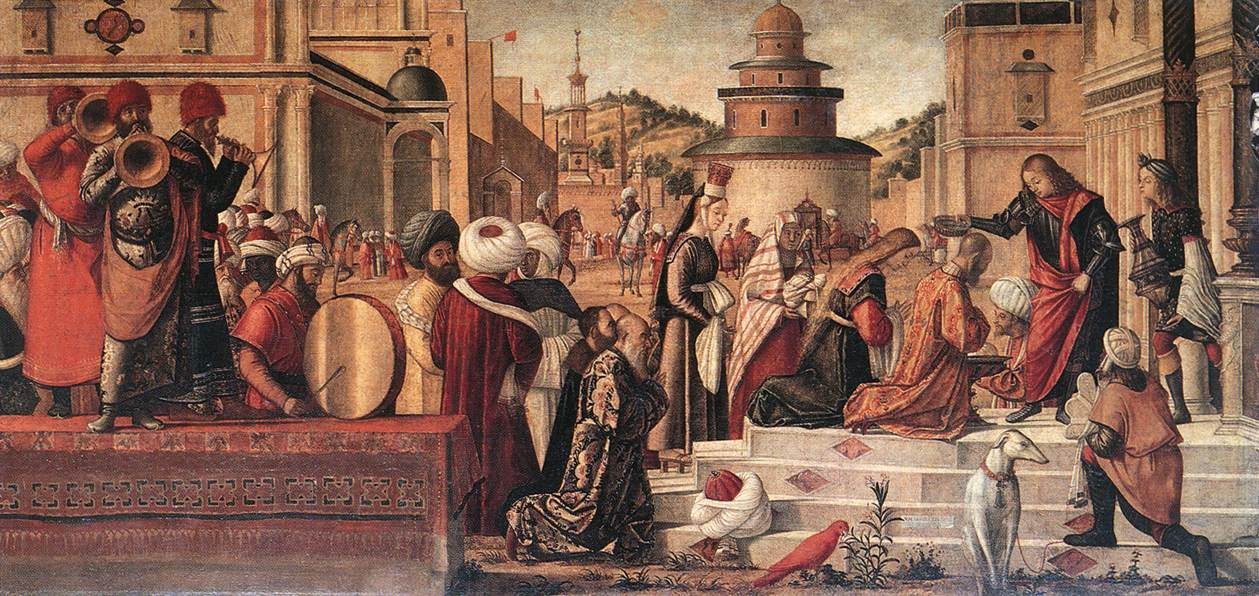
《塞伦特人的洗礼》(1507), 斯拉夫的圣乔治会堂, 威尼斯
《风景中的青年骑士》 (1510), 提森-博内米萨博物馆, 马德里
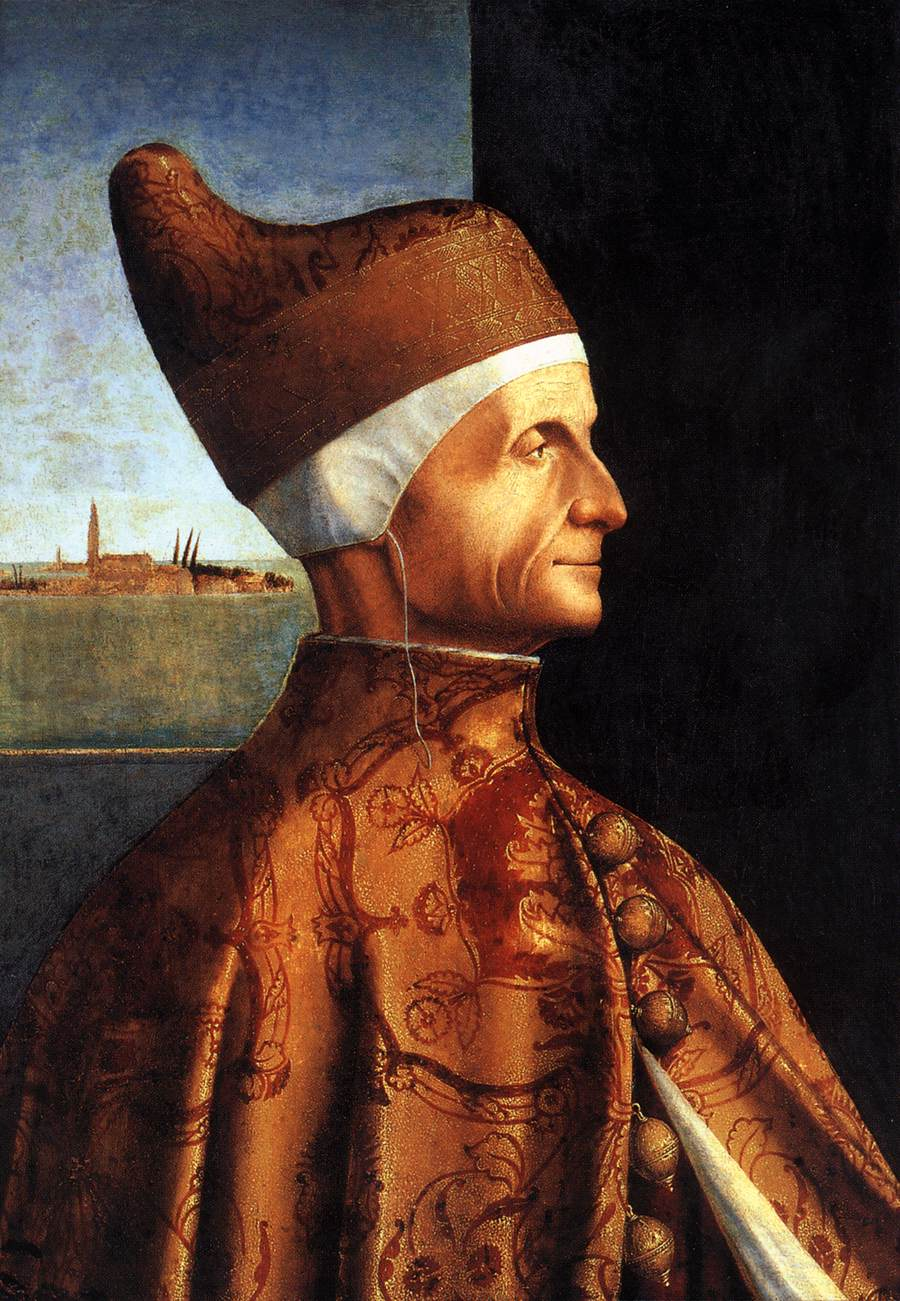
《总督莱昂纳多·洛雷丹的肖像》(1510), 卡拉拉学院，贝加莫
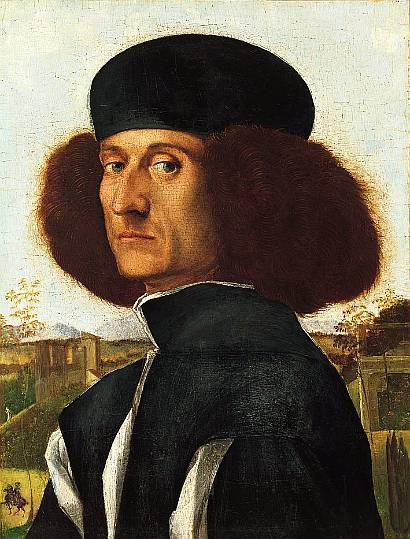
《威尼斯贵族的肖像》 (c. 1510) 诺顿·西蒙博物馆，帕萨迪纳
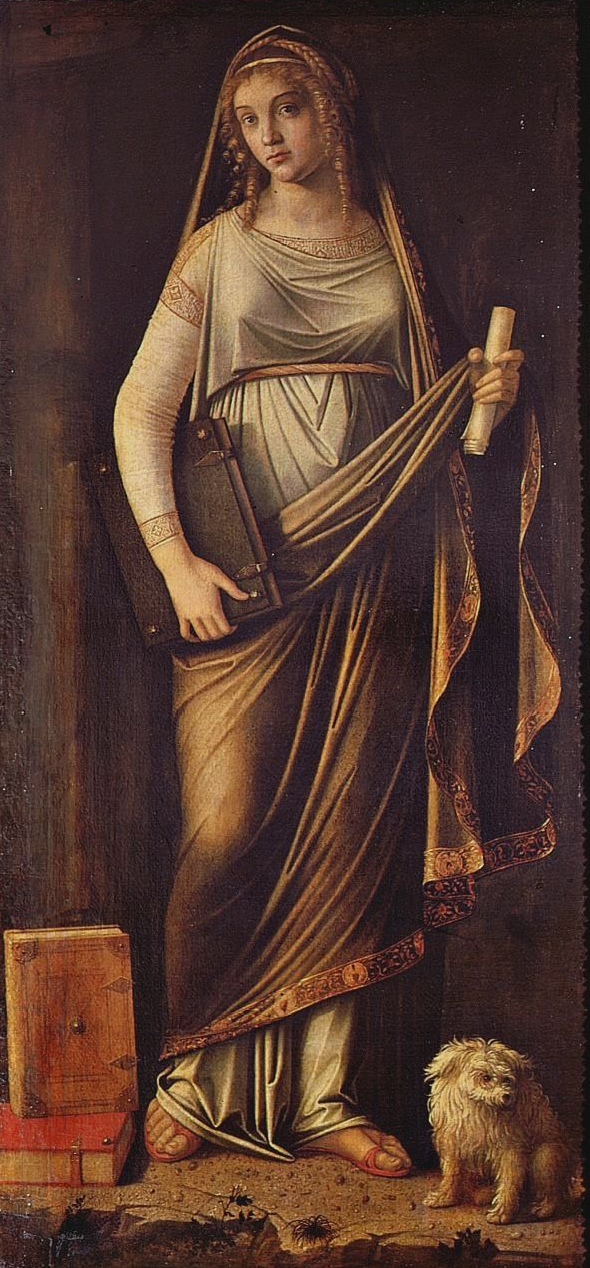
《西比拉》 (c. 1510), 烏菲茲美術館, 佛罗伦萨
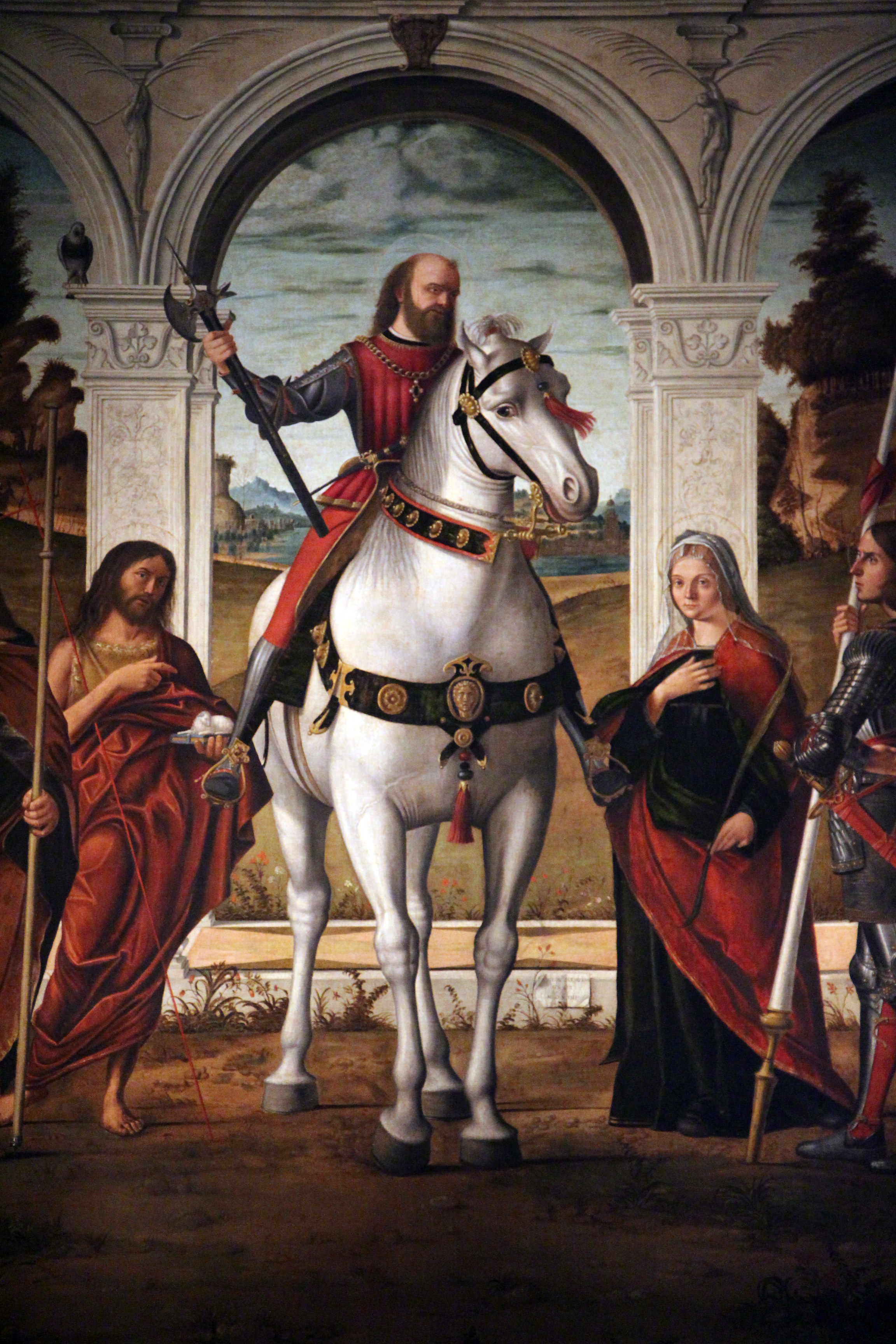
《马上的圣维大理》 (1514)
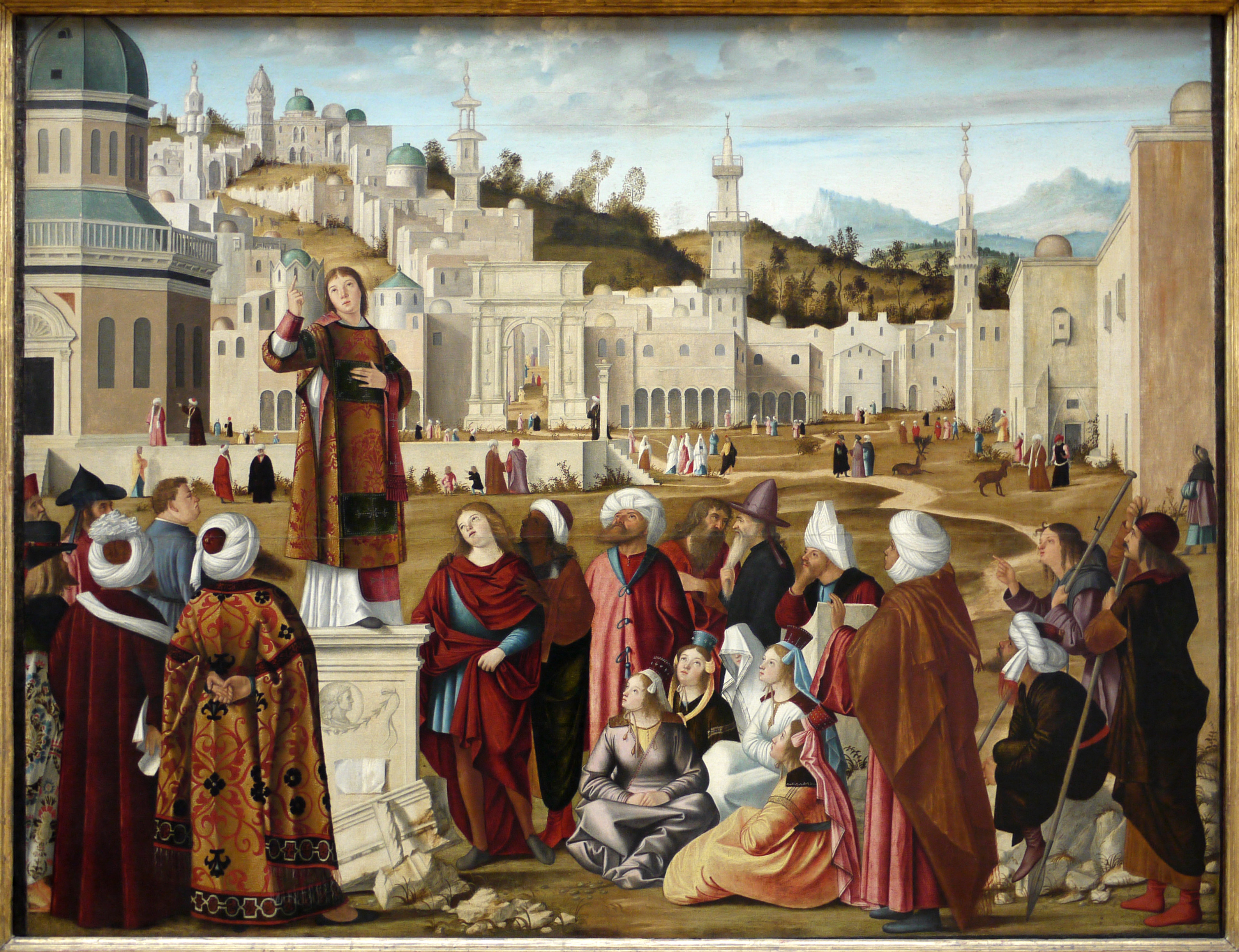
斯德望讲道 (1514), 巴黎卢浮宫
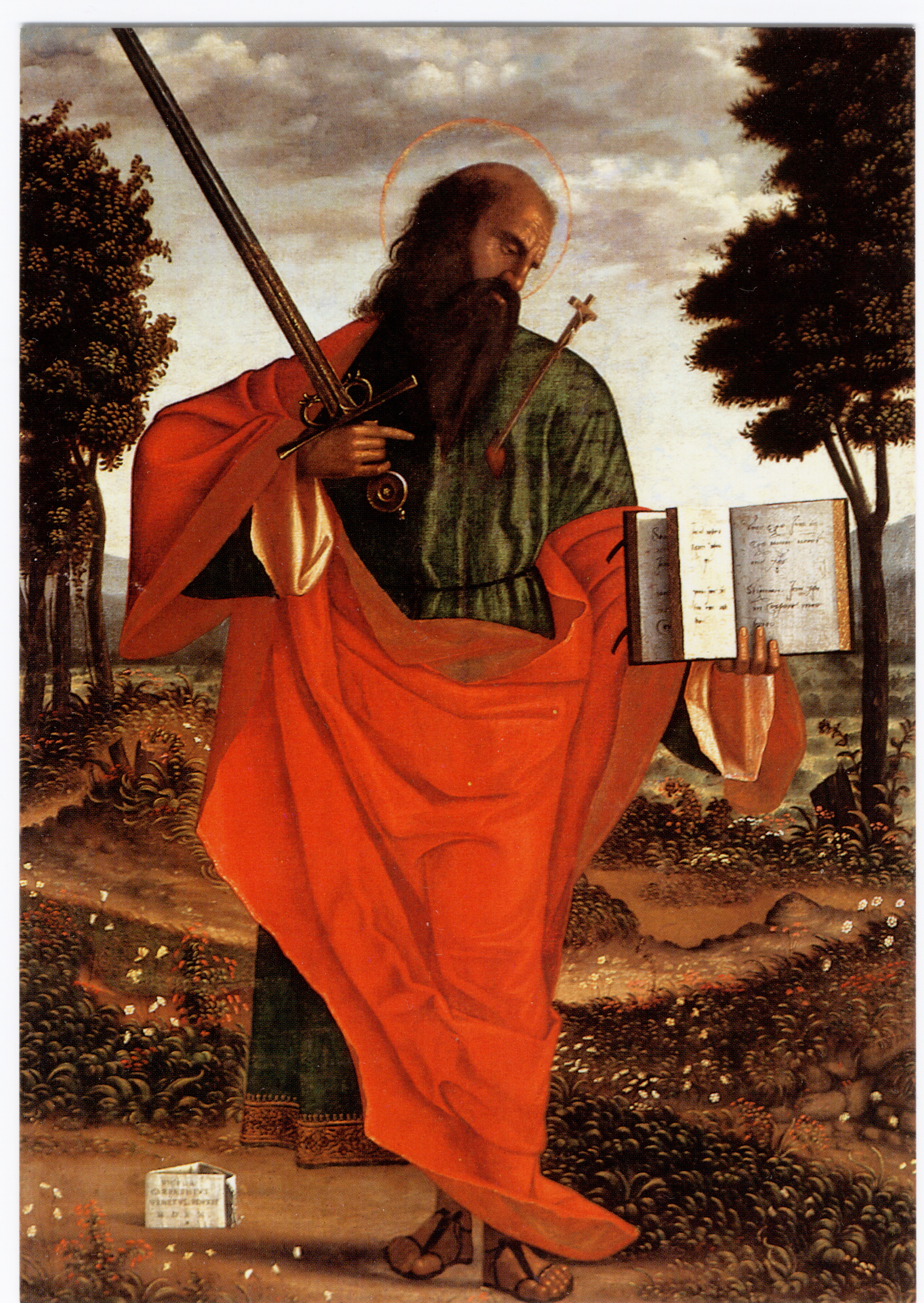
《圣保禄》 (1520), 圣道明堂，基奧賈
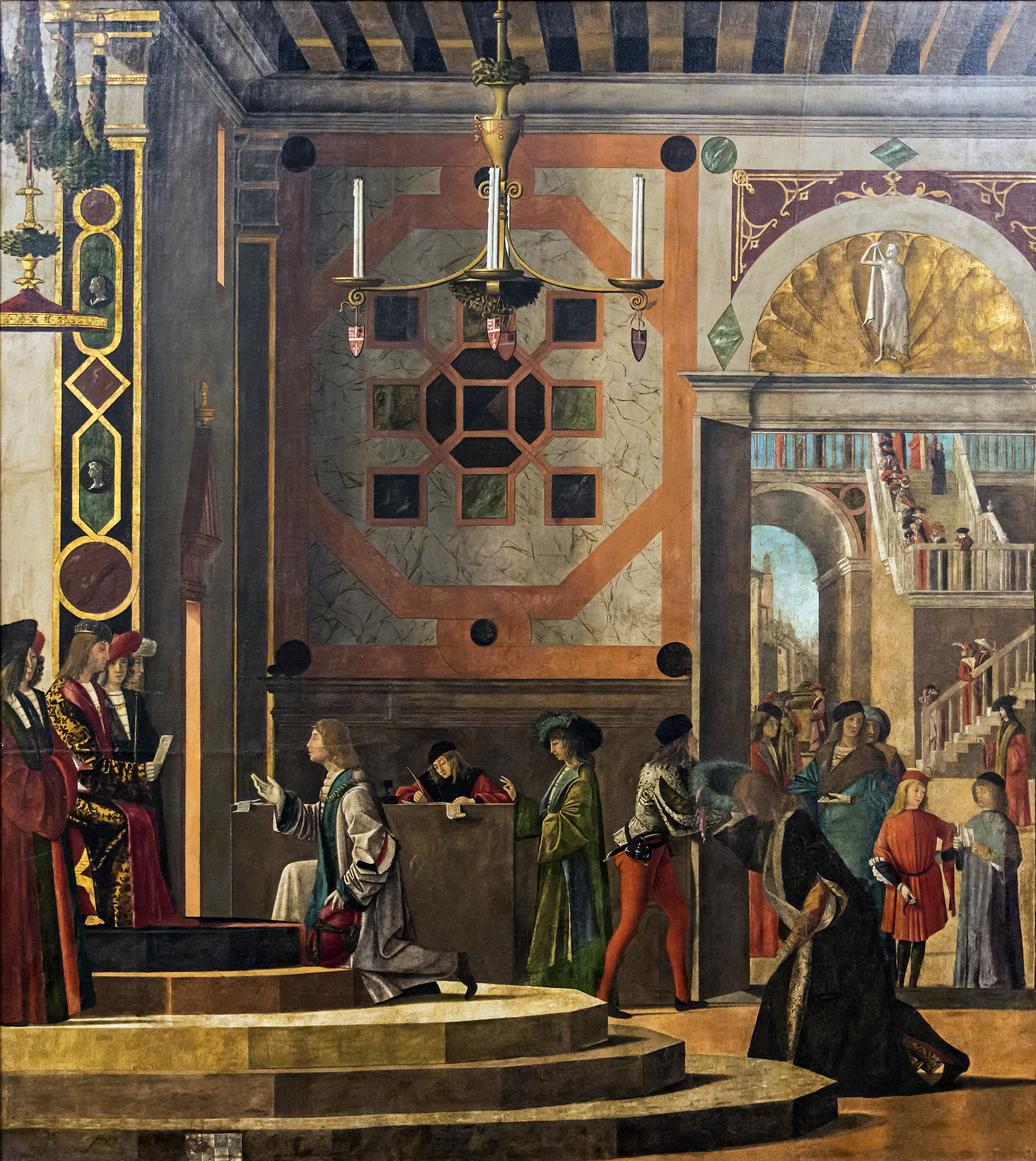
《圣乌苏拉祭坛画》，学院美术馆，威尼斯
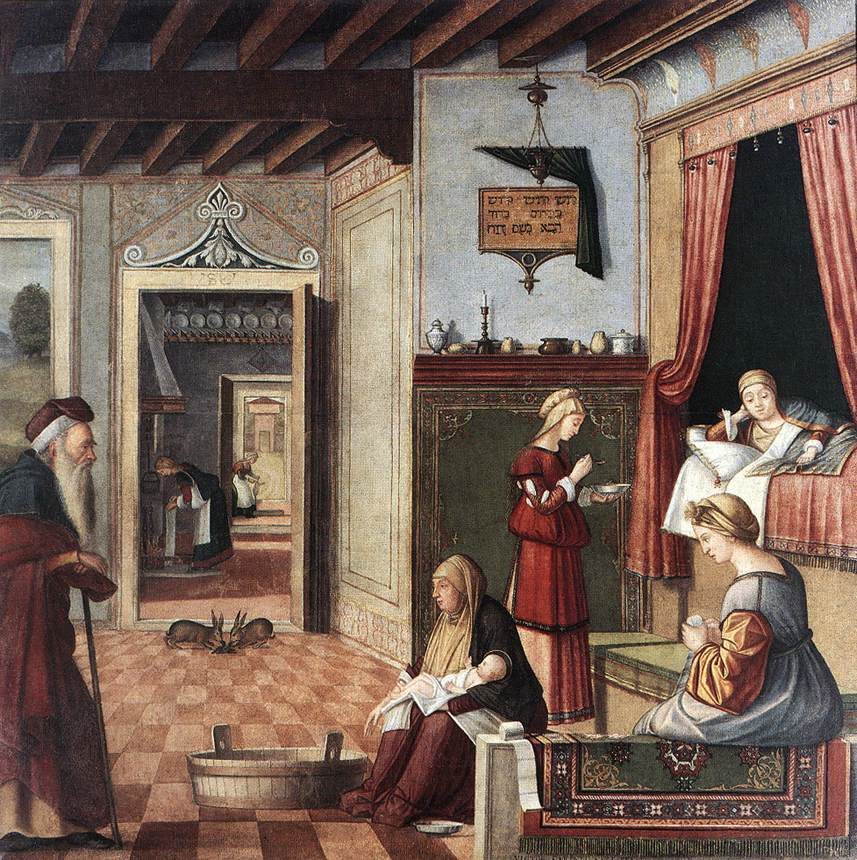
《圣母诞生》，卡拉拉学院，贝加莫
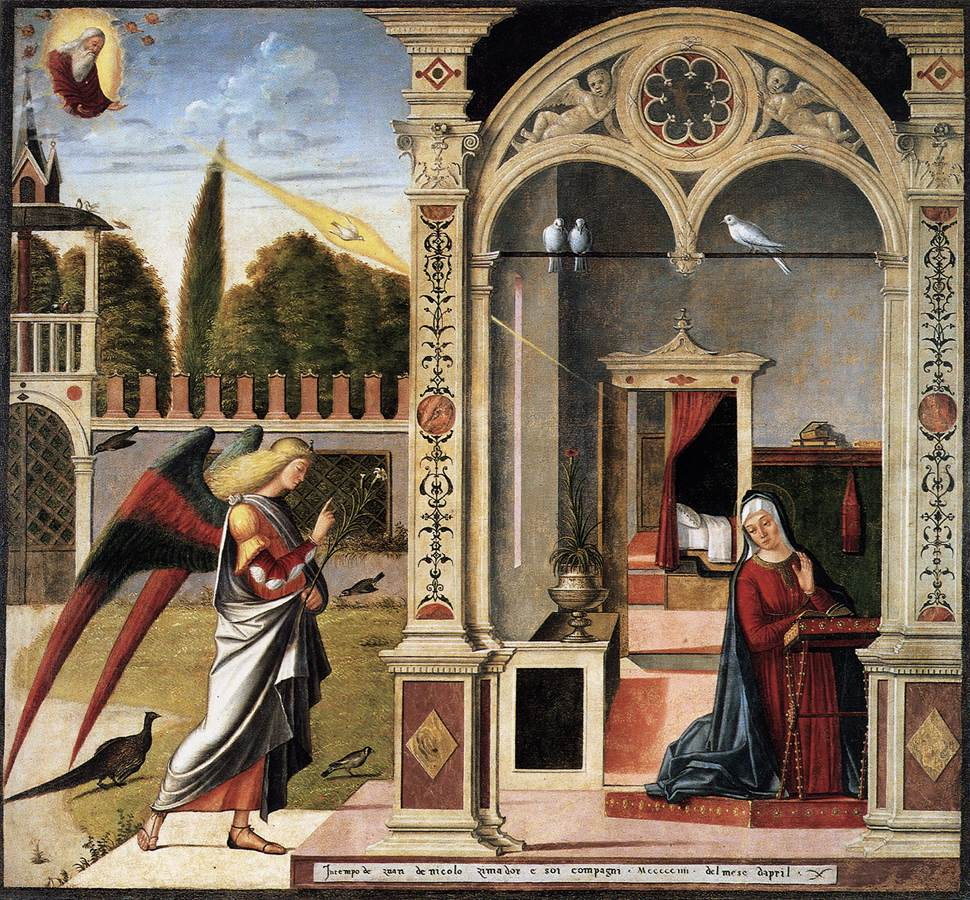
《圣母领报》，黄金宫, 威尼斯
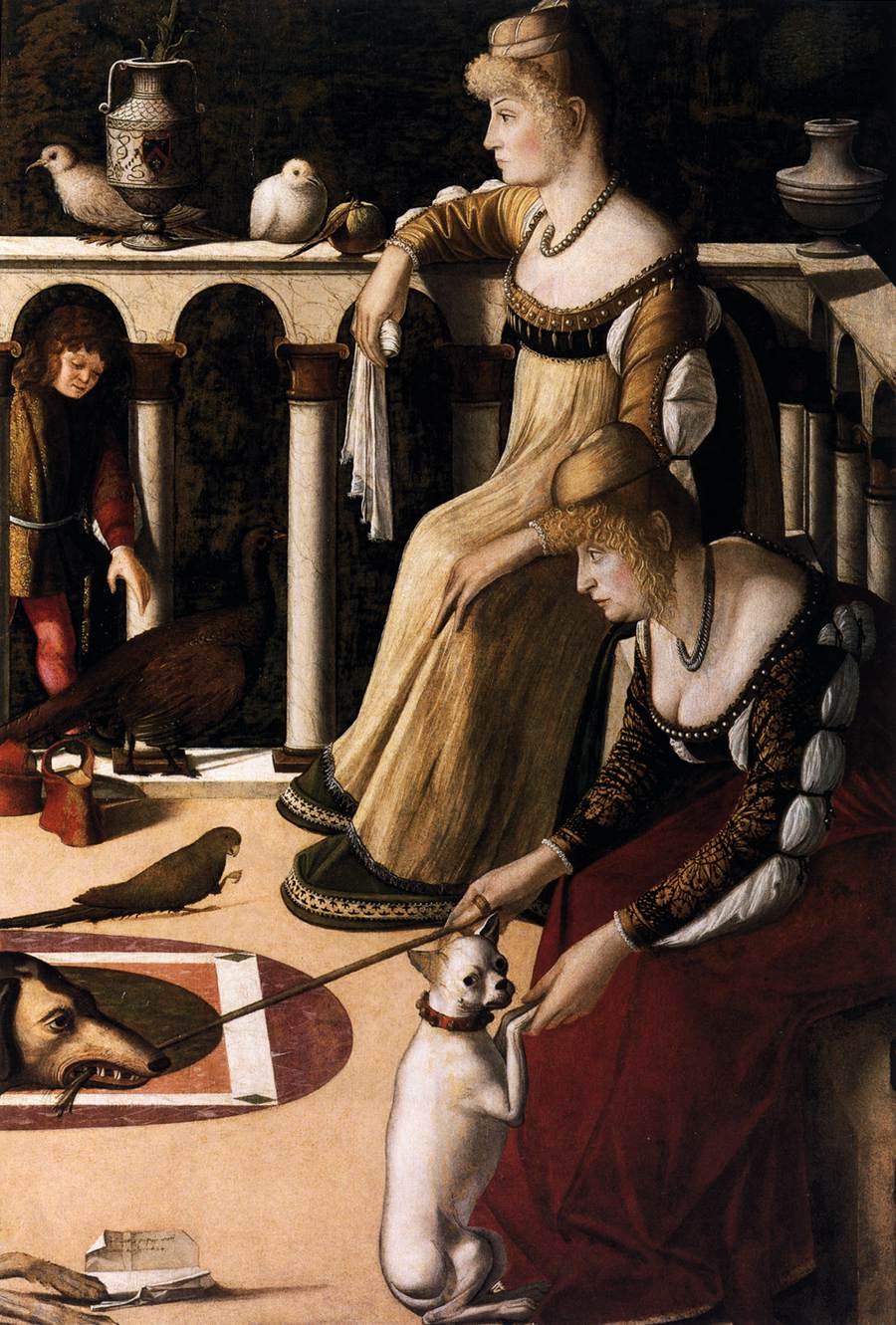
《两位威尼斯女士》，科雷尔博物馆，威尼斯
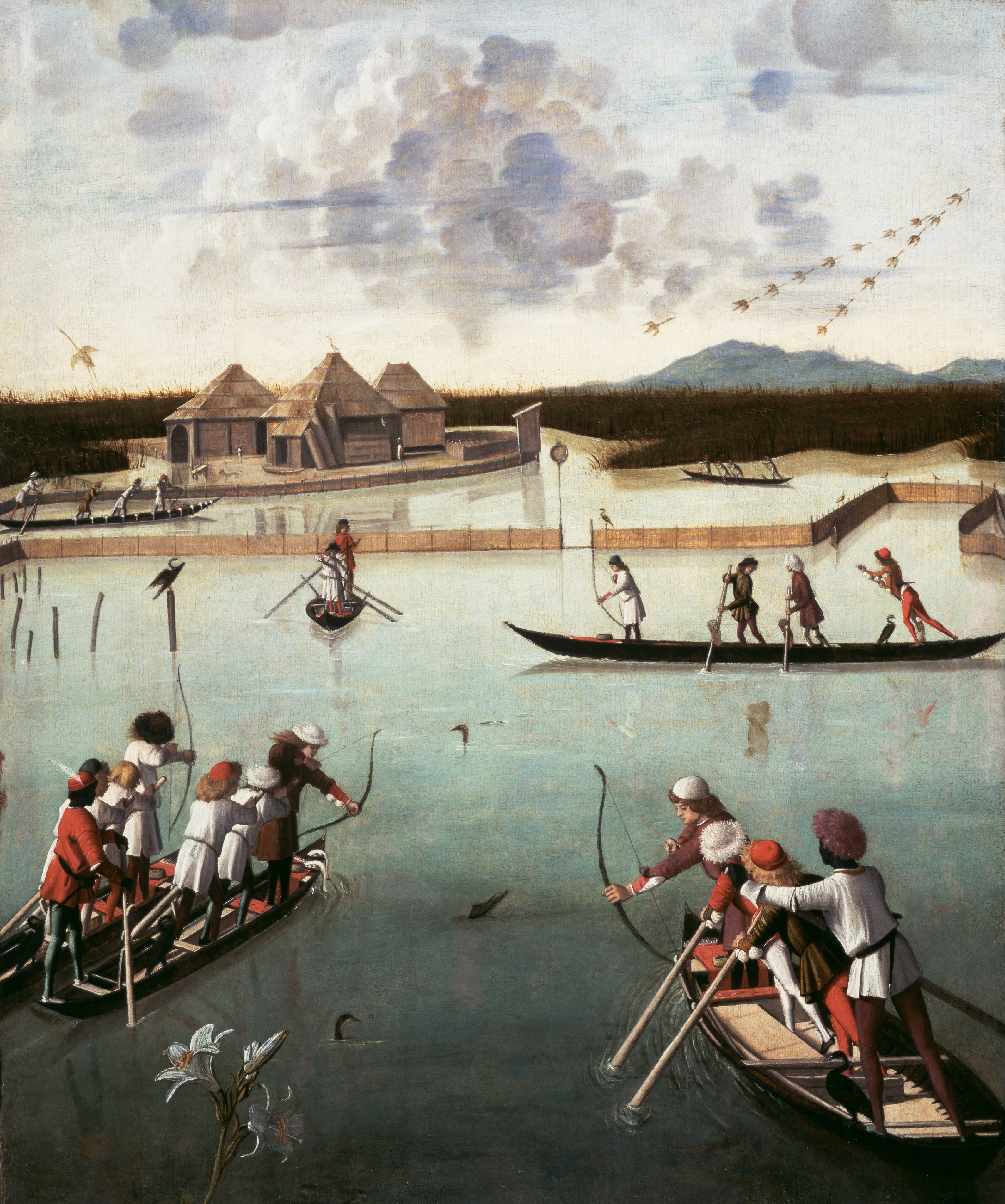
《泻湖狩猎》，盖蒂中心, 洛杉矶
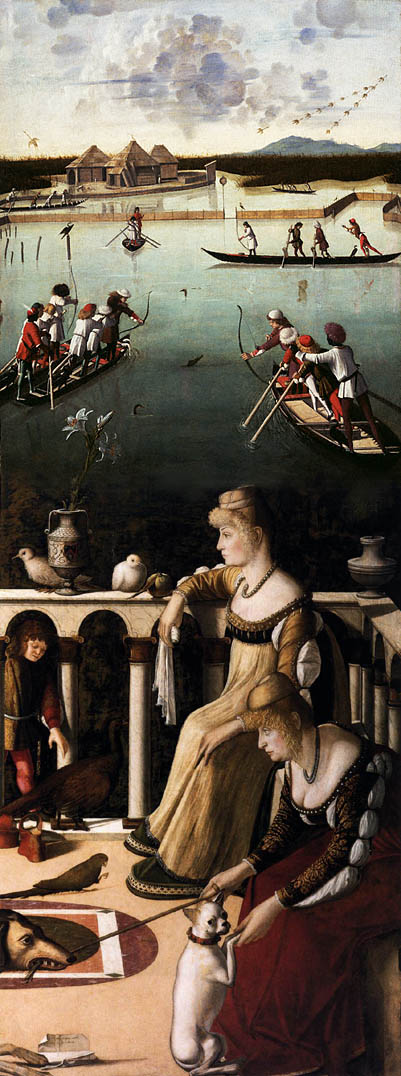
《泻湖狩猎》和《两位威尼斯女士》
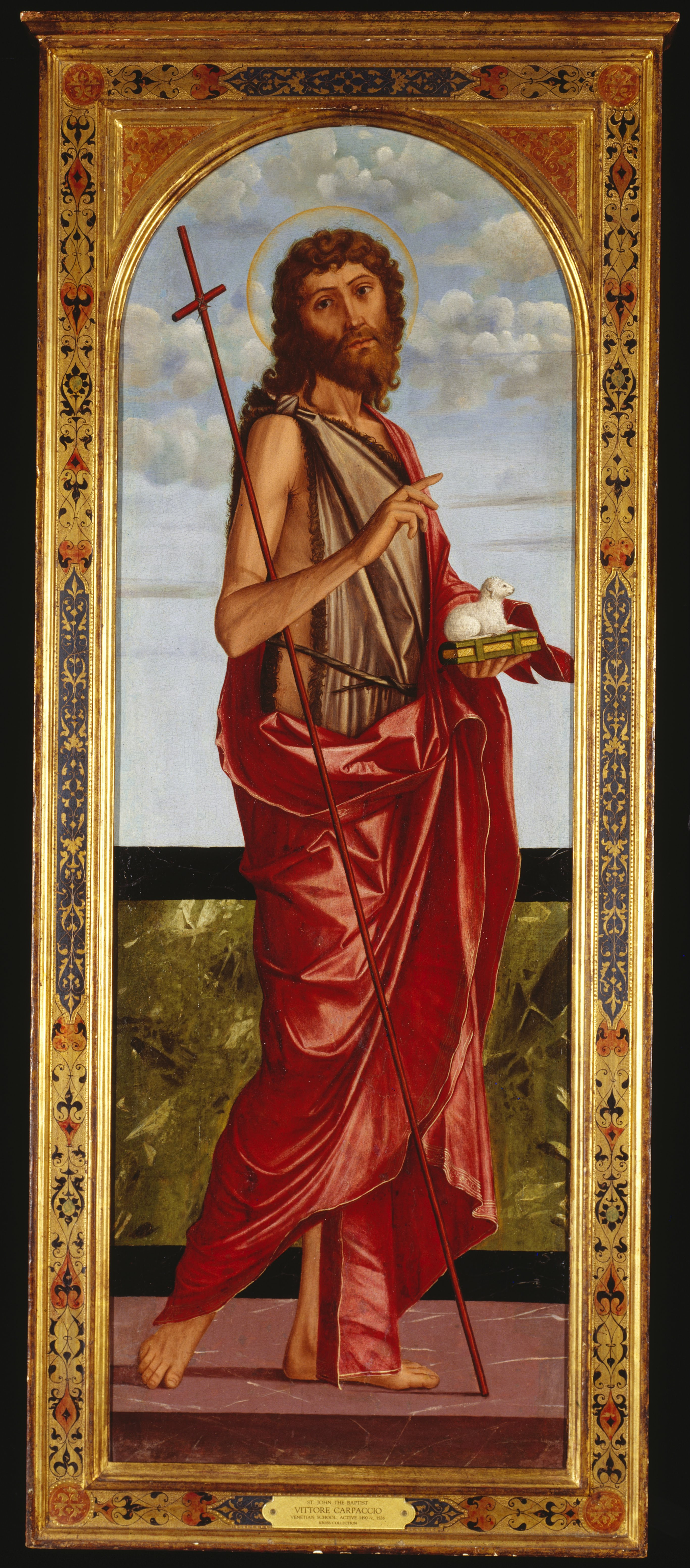
《施洗约翰》，菲尔布鲁克艺术博物馆, 塔爾薩

- 扎达尔祭坛画 (c. 1480–1490) -神圣艺术博物馆, 扎达尔主教座堂
- 《戴红色贝雷帽的男子》 (1490–1493) - 蛋彩画, 35 x 23 cm, 科雷尔博物馆, 威尼斯
- 《圣乌苏拉的传说》 (1490–1496) 9幅 –  学院美术馆，威尼斯
  - 《大使的来到》
  - 《大使的离开》
  - 《大使的归来》
  - 《乌苏拉和王子的会面》
  - 《圣人的梦》
  - 《朝圣者与教宗的会面》
  - 《朝圣者抵达科隆》
  - 《圣乌苏拉的殉道与葬礼》
  - 《圣乌苏拉的荣耀》
- 《里亚托桥十字架圣髑的奇迹》 (《治愈疯子》，c. 1496) - 蛋彩画, 365 x 389 cm, 学院美术馆，威尼斯
- 《基督与四天使》 (1496) –  油画, 162 x 163 cm, Civic Museums, 乌迪内
- 《逃往埃及》(1500) - 蛋彩画, 73 x 111 cm, 国家美术馆，华盛顿
- 《圣加大肋纳和可敬者贞女》 (c. 1500) - 蛋彩画, Museo di Castelvecchio, 维罗纳
- 斯拉夫的圣乔治会堂（Scuola di San Giorgio degli Schiavoni） (1502–1507）9幅蛋彩画，威尼斯
  - 《圣奥斯定研经（圣叶理诺在办公室）》
  - 《圣叶理诺带受伤的狮子到修道院》
  - 《圣叶理诺的葬礼》
  - 《圣乔治与龙》
  - 《圣乔治的凯旋》
  - 《塞伦特人的洗礼》
  - 《圣特肋弗的奇迹》
  - 《客西马尼园的讲道》
  - 《圣玛窦蒙召》
- 《圣母玛利亚的历史》 (1504–1508)
  - 《圣母诞生》 - 蛋彩画, 126 x 128 cm, 卡拉拉学院, 贝加莫
  - 《圣母的婚礼》 - Canvas, 130 x 140 cm, 布雷拉画廊, 米兰
  - The Presentation of the Virgin - Canvas, 130 x 137 cm, 布雷拉画廊, 米兰
- 《圣家族与捐赠者》 (1505) - 蛋彩画, 90 x 136 cm, 古爾本基安美術館, 里斯本
- 《神圣对话》 (c. 1505) - 蛋彩画, 92 x 126 cm, 小宫博物馆, 阿维尼翁
- 《圣母读书》(1505–1510) - 蛋彩画, 78 x 51 cm,国家美术馆, 华盛顿
- 《圣母与圣婴》 (1505–1510) - 蛋彩画, 85 x 68 cm, 国家美术馆, 华盛顿
- St. Thomas in Glory between St Mark and St Louis of Toulouse (1507) - 蛋彩画, 264 x 171 cm, 斯图加特国立美术馆
- 《两位威尼斯女士》(c. 1510) - 油画, 94 x 64 cm, 科雷尔博物馆，威尼斯
- 《女子肖像》(c. 1510) - 油画, 102 x 78 cm, 博尔盖塞美术馆, 罗马
- 《预备基督的坟墓》 (1510) - 蛋彩画, 421 x 236 cm,学院美术馆，威尼斯
- 《骑士肖像》 (1510) - 蛋彩画, 218 x 152 cm, 提森-博内米萨博物馆, 马德里
- 《年轻女子的肖像》 - Panel, 57 x 44 cm, 私人收藏
- The Meditation on the Passion (c. 1510) - oil and tempera on wood, 70,5 x 86,7 cm, 大都会艺术博物馆，纽约
- 《圣乔治与龙》 (1516) - 油画, 180 x 226 cm, 聖喬治馬焦雷教堂，威尼斯
- 《圣马可之狮》(1516) - 蛋彩画, 130 x 368 cm, 总督宫 (威尼斯)
- 《死去的基督》 (c. 1520) - 蛋彩画, 145 x 185 cm, 柏林国立博物馆, 柏林
- 《圣斯德望的生平故事》(1511–1520)
  - 《斯德望祝圣执事》(1511) - 蛋彩画, 148 x 231 cm, 柏林国立博物馆,柏林
  - 《斯德望讲道》(1514) - 蛋彩画, 152 x 195 cm, 卢浮宫，巴黎
  - 《斯德望的争议》(1514) — 蛋彩画, 147 x 172 cm, 布雷拉画廊, 米兰
  - 《斯德望的石刑》 (1520) — 蛋彩画, 142 x 170 cm, 斯图加特国立美术馆,斯图加特
- 《圣母、圣婴与圣若望》(1490)      施泰德艺术馆，法兰克福
- Metamorphosis of Alcyone, (c1502–1507) 费城艺术博物馆